# Polis (stjärna)
Polis eller My Sagittarii (μ  Sagittarii, förkortat My Sgr, μ  Sgr) som är stjärnans Bayerbeteckning, är en mutipelstjärna belägen i den mellersta delen av stjärnbilden Skytten. Den har en skenbar magnitud på 3,85 och är synlig för blotta ögat. Baserat på parallaxmätning inom Hipparcosuppdraget på ca 0,09 mas, beräknas den befinna sig på ett avstånd av ca 3 000 ljusår (ca 920 parsek) från solen och ingår i stjärnhopen Sagittarii OB1. 

## Nomenklatur
My Sagittarii har det traditionella namnet Polis som kommer från ett koptiskt ord som betyder föl.

## Egenskaper
Primärstjärnan i Polis är en blå till vit superjättestjärna av spektralklass B8 Iap. Den har en massa som är ca 23 gånger större än solens massa, en radie som är ca 68 gånger så stor som solens och har en effektiv temperatur på ca 12 000 K.
Stjärnorna i multipelstjärnan Polis betecknas A till E, beroende på deras avstånd från den ljusaste komponenten, som är μ Sagittarii A, som också är en spektroskopisk dubbelstjärna. Av de fem synliga stjärnorna anses komponent C vara en optisk dubbelstjärna och fysiskt skild från de andra stjärnorna. Komponent D har av vissa referenser också listats som en rent optisk dubbelstjärna, medan andra anser att den är en del av ett trapetssystem av fyra gravitationsbundna stjärnor (plus en osedd följeslagare).
| Komponent | Skenbar magnitud | Separation från Polis A | Minsta avstånd från Polis A |
| --------- | ---------------- | ----------------------- | --------------------------- |
| A         | +3,88            | -                       | -                           |
| B         | +8,04            | 16,9 bågsekunder        | 42 200 AE eller 0,67 ly     |
| C         | +10,99           | 25,8 bågsekunder        | 64 500 AE eller 1,02 ly     |
| D         | +9,63            | 48,5 bågsekunder        | 121 200 AE or 1,92 ly       |
| E         | +9,25            | 50,0 bågsekunder        | 125 000 AE eller 1,98 ly    |

## Variabilitet
μ Sagittarii varierar i magnitud och klassificeras som en variabel stjärna. De två spektroskopiska komponenterna av μ Sagittarii A förmörkar varandra med en period av 181 dygn, vilket medför en minskning av magnituden med 0,08. Dessutom visar den mer oregelbundna variationer, som är typiska för oregelbundet pulserande heta superjättar som en a-Cyg-variabel. På grund av ockultation av den primära följeslagaren varierar den skenbara magnituden hos Polis A mellan +3,84 och +3,96.

## Osäkerheter
Även om Polis är synlig för blotta ögat, är egenskaperna hos följeslagarna mycket osäkra. Den skenbara magnituden för μ Sagittarii B har uppmätts mellan +8,04 och 10,481, vilket leder till osäkerhet om dess fysiska egenskaper, avstånd och delaktighet i konstellationen. Washington Double Star Catalog ger en storlek på 10,48 och Catalog of Components of Double and Multiple Stars 11,5.
μ Sagittarii D har en tidig spektraltyp B, nära B3. Den fullständiga spektraltypen har uppmätts som B2 IV, och antagandet om luminositet hos en underjätte anger att den är mer avlägsen än konstellationens andra stjärnor. Spektraltypen har också uppskattats fotometriskt som B2 V, och en huvudserieluminositet matchar avståndet för de andra stjärnorna.